# الفويلق الشمالي (القويعية)
الفويلق الشمالي، هي قرية من فئة (ب) تقع في محافظة القويعية، والتابعة لمنطقة الرياض في السعودية. وتبعد عن محافظة القويعية بمسافة تقارب (45) كم.